# Rochusclub
Der Rochusclub ist ein Düsseldorfer Tennisverein und im Stadtteil Ludenberg beheimatet. Die vereinseigene Anlage liegt am Fuße des Grafenberger Waldes. Auf dem dortigen Center Court trägt die Herrenmannschaft in der Tennis-Bundesliga wie auch die weiteren Mannschaften des Vereins ihre Heimspiele aus. Von 1978 bis 2012 war der Rochusclub zudem alljährlich im Mai Gastgeber des World Team Cup, der Mannschaftsweltmeisterschaft im Tennis. Er ist Mitglied der Leading Tennis Clubs of Germany.

## Vereinsgeschichte

### Die ersten Jahre an der St.-Rochus-Kirche
Eine Gruppe Düsseldorfer Familien ließ an der Rochusstraße/Ecke Düsselthaler Straße zwei Tennisplätze anlegen, um dem gemeinsamen Hobby nachgehen zu können. Diese wurden später als Spielplätze im Norden bezeichnet und unter diesem Namen erstmals 1904 im Jahrbuch des Deutschen Lawn-Tennis-Bundes erwähnt. Die Nähe zur Rochuskirche dürfte einer der Gründe gewesen sein, warum der Volksmund dem Verein den Namen Rochusclub gab. 1904 gab sich der Verein den Namen Düsseldorfer Lawn-Tennis-Club, heute hat sich der Rochusclub auch im Vereinsnamen verewigt.
Ab 1907 übernahm Ernst Poensgen den Vorsitz des Vereins. Sein Name ist fester Bestandteil der Düsseldorfer Sportgeschichte. Der spätere Vorstandsvorsitzende der Vereinigten Stahlwerke AG prägte die Entwicklung des Rochusclubs mit der Anstellung des ersten Tennislehrers und der Erstellung erster fester Regelungen zum Spielbetrieb. In seine Amtszeit fielen auch die Erweiterungspläne des Grundstückseigentümers des Vereinsgeländes, welcher mit seinem Betrieb direkt anschließender Nachbar war. Dieser wollte vom bestehenden Mietvertrag zurücktreten und das Grundstück selber nutzen. Der Rochusclub war damit gezwungen, sich eine neue Heimat zu suchen.

### Am Zoo
Diese neue Heimat fand er am Rand des Zoologischen Gartens. Hier stellte die Stadt Düsseldorf ein Grundstück für acht Plätze und ein Vereinsheim zur Verfügung. Die Plätze wurden vom Verein angelegt und bereits im Mai 1909 begann man mit dem Spielbetrieb. Ende des Jahres gab es einen Zusammenschluss mit dem ebenfalls am Zoo beheimateten Tennisclub im Zoologischen Garten.
Die Jahre nach dem Ersten Weltkrieg war man nun nicht mehr Herr im eigenen Haus. Franzosen und Belgier besetzten von 1921 bis 1925 das Rheinland und beschlagnahmten einen Teil der Tennisplätze am Zoo. Nach deren Rückzug begann man wieder mit dem geregelten Vereinsleben und der Ausrichtung des Allgemeinen Internationalen Turniers. Neue Plätze wurden gebaut und im Oktober 1927 konnte man nach langen Verhandlungen mit der Stadt auch eine Spielstätte für den Winter beziehen. Eine ehemalige Maschinenhalle an der Schäferstraße wurde vom Verein umgebaut und erhielt sechs Plätze für den Spielbetrieb im Winter. Von der dort vorhandenen Galerie konnte eine große Anzahl an Zuschauern die Spiele verfolgen.
Bereits 1926 wurde der Rochusclub vom Direktor des Zoologischen Gartens über dessen Erweiterungspläne in Kenntnis gesetzt. Die Zukunft des Vereins brachte also eine abermalige Suche nach einem neuen Standort. Bevor man jedoch diesen fand, benannte man sich auf der Jahreshauptversammlung am 4. April 1928 in Düsseldorfer Tennis-Club (Rochusclub) um.

### Am Grafenberg

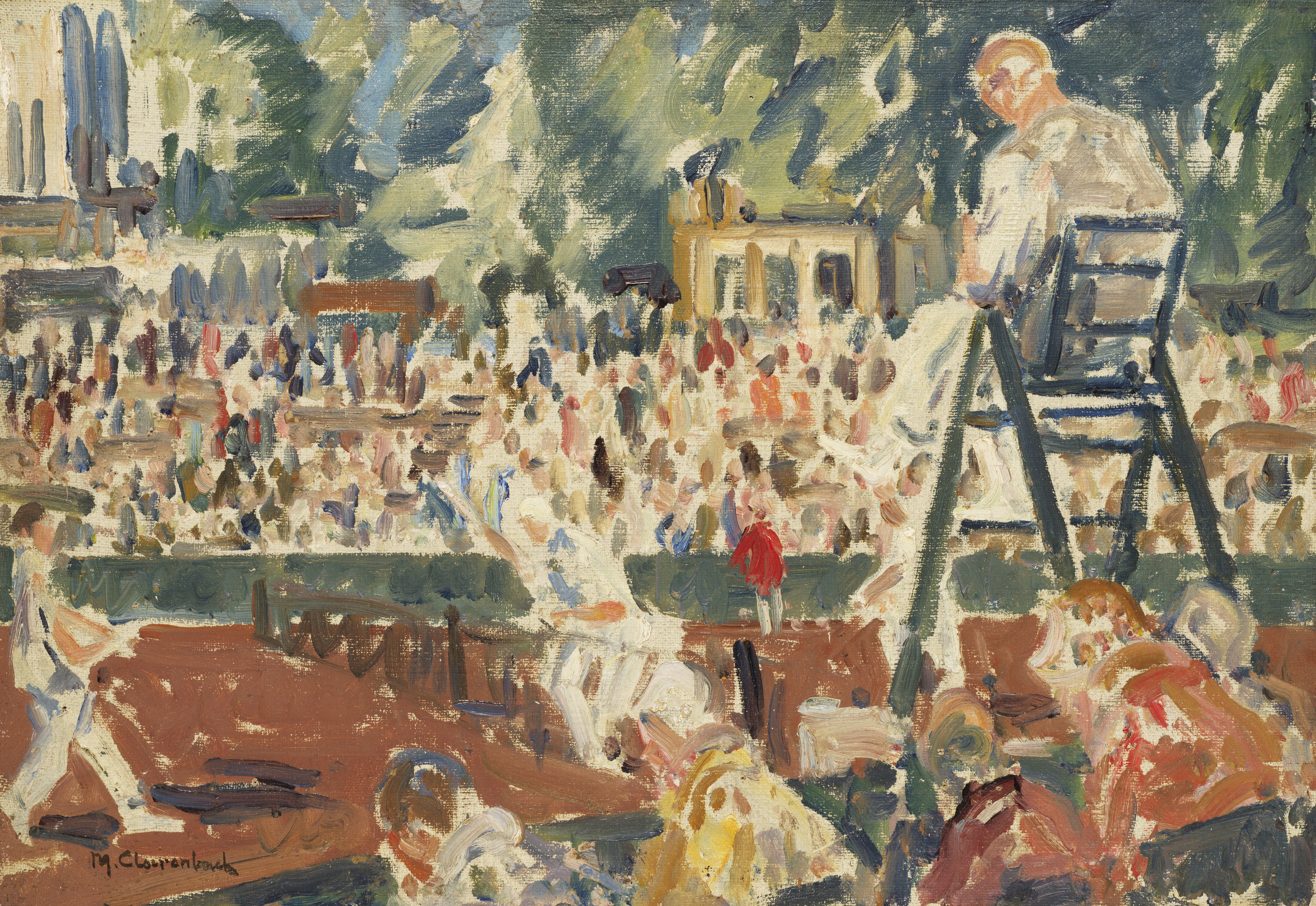
Max Clarenbach: Rochusclub, 1929

Nachdem man sich fast für ein Grundstück in Mörsenbroich in direkter Nachbarschaft zum Düsseldorfer Hockey Club 1905 e. V. entschieden hätte, fand der Rochusclub seine neue Heimat – bis heute – am Grafenberger Wald. Im Mai 1929 konnte die neue Anlage eröffnet werden. 17 Aschenplätze wurden errichtet, einer davon mit 5.000 und ein zweiter mit 1.000 Zuschauerplätzen. Erreicht werden konnte dies, indem man die Tennisplätze absenkte. Das Clubhaus wurde etwas erhöht errichtet und bietet so einen guten Überblick über die gesamte Clubanlage.
Der bisherige Vorsitzende Ernst Poensgen übergab 1937 sein Amt an Jost Henkel, welcher nach dem Zweiten Weltkrieg auch Präsident des Deutschen Tennis Bundes wurde. Ein letztes großes Ereignis war die Eröffnung eines Schwimmbades auf dem Vereinsgelände. Damit erfüllte sich der Club einen lange gehegten Traum. Die Zeit während des Weltkriegs war geprägt von der Gleichschaltung des deutschen Sports, des Stillstands im Vereinsleben und der Zerstörung des Vereinsgeländes durch Bombenangriffe.
Nach dem Krieg machte man sich daran, das Vereinsgelände wieder herzurichten und das Vereinsleben wiederzubeleben. Das Spielen in einer Halle auf eigenem Gelände wurde 1963 möglich, als man eine Traglufthalle errichten ließ. 1983 konnte man eine dauerhafte Halle einweihen. 1974 gab sich der Club seinen heutigen Namen Rochusclub Düsseldorfer Tennisclub e. V.

## Sportliche Erfolge
Die Herren-Mannschaft des Rochusclub spielte bereits 1975 und 1977 in der 1. Tennis-Bundesliga. Seit 1991 gehört sie der Liga nun ununterbrochen an. Dabei konnte man sich 1997 und 1998 in die Endrunde um die deutsche Meisterschaft spielen. 2004 und 2016 blieb in einer erfolgreichen Saison nur der Vizemeistertitel. Im Jahre 2022 belegte die Mannschaft erstmalig den 1. Platz der Tennis-Bundesliga, zog die weitere Teilnahme aber noch vor Saisonstart am 19. Dezember 2022 aus personellen und wirtschaftlichen Gründen zurück. Die Damenmannschaft war 2006 ebenfalls erstklassig, in den Jahren 2004, 2005, 2007, 2009 und von 2012 bis 2016 spielten die Damen in der 2. Bundesliga.

## Internationales Tennis im Rochusclub
Die Tradition eines großen Turniers begann 1905. Das sogenannte Allgemeine Turnier wurde auf den Plätzen des Rochusclubs – damals noch an der Rochuskirche – ausgetragen. Mit den Jahren entwickelte es sich zu einem im gesamten Tennissport beachteten Turnier. Davon zeugen die Namen der Teilnehmer, unter denen sich u. a. Cilly Aussem, Jean Borotra sowie Gottfried von Cramm befanden. Unterbrochen wurde die Tradition dieses Turniers wie viele andere auch von den beiden Weltkriegen. In den 1970er Jahren war das Turnier auf dem Weg in die Bedeutungslosigkeit, da der Verein den rechtzeitigen Einstieg in die Grand-Prix-Serie verpasste und damit im internationalen Turnierkalender nur noch einen wenig attraktiven Platz erhielt.
Im Mai 1978 begann eine neue Tradition. Der World Team Cup wurde zum ersten Mal, damals noch unter dem Namen Nations-Cup, ausgetragen. Der erste Sieger der Mannschafts-Weltmeisterschaft wurde Spanien. Das Zuschauerinteresse an dieser Veranstaltung war durchweg groß, jährlich wurden um die 75.000 Eintrittskarten verkauft. Die Spiele wurden alle auf den Anlagen des Rochusclubs ausgetragen, bei schlechtem Wetter zog man kurzfristig in das Eisstadion an der Brehmstraße um. Der Vertrag zwischen dem Rochusclub und der ATP lief 2012 aus. Aufgrund mangelnder Sponsorengelder wurde der World Team Cup zum Jahr 2013 aus dem ATP-Turnierkalender gestrichen.
Neben diesen vom Rochusclub veranstalteten Turnieren gab es auch mehrere internationale Spiele des Davis Cups, mit deren Ausrichtung der Rochusclub betraut wurde. Insgesamt waren es bis zum bislang letzten Spiel Deutschland – Thailand vom 22.–24. September 2006 13 Begegnungen, die in Düsseldorf ausgetragen wurden. Nicht alle Begegnungen fanden jedoch im Rochusclub statt. Im Spätsommer 1970 wurde die Baustelle des Rheinstadions zum Austragungsort. Zu diesem Zweck wurde ein Asphaltplatz vor einer bereits fertiggestellten Tribüne errichtet. Deutschland gewann diese Begegnung gegen Spanien mit 4:1 und zog in das Finale des Davis-Cups ein, welches jedoch gegen die USA mit 0:5 verlorenging.

## Tennis auf der Kirmes
Für breites Medienecho sorgte der Düsseldorfer Rochusclub mit den Planungen für einen Tennisplatz mit drei großen Tribünen inmitten der Düsseldorfer Kirmes 2016. Mit diversen Stars, Showmatches und einem Rahmenprogramm wollten die Agentur Jung von Matt zusammen mit dem Rochusclub die Sportart Tennis bewerben.

## Ehemalige Unterabteilungen
In den Jahren des Bestehens des Rochusclubs gingen verschiedene Mitglieder ihren Neigungen entsprechend immer wieder neue Wege, die Zeit im Verein ohne die Sportart Tennis zu gestalten. So entstanden sowohl in den Sportrichtungen als auch in der Zeit ihrer Existenz völlig verschiedene größere wie auch kleinere Unterabteilungen des Vereins.

### Eislaufen
Die tennislose Zeit im Winter wurde von den Mitgliedern des Rochusclubs erstmals im Winter 1904/1905 durch den Bau einer Eisbahn auf dem Vereinsgelände überbrückt. Die Begeisterung für den Eissport führte dazu, dass am 25. November 1905 die gegründete Unterabteilung Düsseldorfer Eislaufverein Mitglied im Deutschen Eissport-Verband wurde. Das alljährliche Anlegen der Eisbahnen wurde jedoch von Jahr zu Jahr durch die immer milder werdenden Winter erschwert. So wurde diese Unterabteilung nach einigen Jahren wieder aufgelöst. 1935 wurde jedoch das Eisstadion an der Brehmstraße fertiggestellt und die Düsseldorfer Eislaufgemeinschaft gegründet, deren erster Vorsitzender der Rochusclub-Präsident Ernst Poensgen wurde.

### Hockey
Der Düsseldorfer Hockey Club 1905 e. V. ist besser unter seiner Kurzform DHC bekannt. Seine Geschichte begann 1905 als Unterabteilung des damaligen Düsseldorfer-Lawn-Tennis-Clubs. Auf dessen Vereinsgelände standen sieben Plätze zur Verfügung. In den folgenden Jahren wurde außerdem in Oberkassel, auf den Wiesen nahe dem Ausflugslokal Rheinlust und später im Kaiser-Wilhelm-Park (heute Rheinpark) gespielt.
Die Vereinsgeschichte wurde jedoch vom Ersten Weltkrieg unterbrochen. 1924 gab es für den DHC einen Neuanfang als eigenständiger Verein im Stadtteil Mörsenbroich.

### Golf
Die Generalversammlung des Vereins beschloss am 26. März 1930 die Gründung einer Golfabteilung. Noch im selben Jahr wurde eine kleine Golfanlage auf dem Vereinsgelände errichtet. Darunter muss man sich jedoch eher eine Art Miniaturgolfanlage vorstellen. Der geringe Zuspruch führte bereits nach kurzer Zeit zur Schließung dieser Unterabteilung.

### Turnen und Anderes
Nach dem Umzug zum Grafenberger Wald engagierte der Verein einen Sportlehrer, welcher fortan das Angebot machte, sich in den Bereichen Leichtathletik und Turnen zu betätigen. Seine Übungen fanden großen Zulauf bei den weiblichen Mitgliedern im Verein. Unterbrochen vom Zweiten Weltkrieg setzte sich diese Begeisterung bis zu seinem Abschied aus dem Rochusclub in den 1950er Jahren fort. Nun organisierten sich die Frauen selbst in der sogenannten Harmonie. Die sportlichen Betätigungen fanden des Öfteren ihr Ende in einem gemütlichen Beisammensein. Heute beschränkt sich die Aktivität der Harmonie auf ebendieses ohne vorherige körperliche Betätigung.

### Fußball
Im Jahr 1973 wurde von einigen männlichen Vereinsmitgliedern eine Hobby-Fußballmannschaft ins Leben gerufen. Sie gaben sich den Namen Rochus-Kicker. Nach einer recht großen Begeisterung zu Beginn ebbte das Interesse nach einigen Jahren jedoch wieder ab, so dass es diese Abteilung heute nicht mehr gibt.

### Tischtennis
Kurz nach dem Zweiten Weltkrieg wurde 1946 die Tischtennis-Abteilung gegründet. Auch hier gab es zu Beginn eine große Euphorie bis hin zu mehreren Spielen in der Bezirksklasse. Mitte der 1950er Jahre zog sich die Herrenmannschaft jedoch aus dem Spielbetrieb zurück, die Damen folgten 1958.